# Il padrone delle ferriere (film 1933)
Il padrone delle ferriere (Le maître de forges) è un film del 1933 diretto da Abel Gance e Fernand Rivers.